# زريك
زريك قرية سوريّة تتبع إداريّاً لمحافظة حلب منطقة عين العرب ناحية صرين، بلغ تعداد سكانها 295 نسمة حسب التعداد السكاني لعام 2004.